# Verdadeiros parentes de Jesus

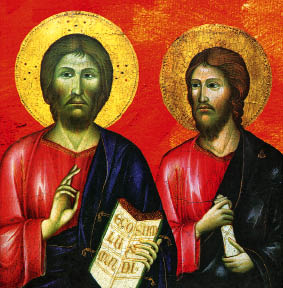
Jesus e Tiago, conhecido como "irmão do Senhor" (por ex. em)
Ícone russo.

As afirmações de Jesus sobre seus verdadeiros parentes podem ser encontradas nos evangelhos canônicos de Marcos e Mateus e também no apócrifo Evangelho de Tomé. Este trecho aparece em Mateus 12:46–50, Marcos 3:31–35 e Lucas 8:19–21.

## Narrativa bíblica
O trecho em Marcos é:
| “ | «Chegaram sua mãe e seus irmãos; e ficando da parte de fora, mandaram chamá-lo. Muita gente estava sentada ao redor dele, e disseram-lhe: Olha, tua mãe, teus irmãos e tuas irmãs estão lá fora e te procuram. Ele perguntou: Quem é minha mãe e meus irmãos? Olhando para os que estavam sentados em roda dele, disse: Eis minha mãe e meus irmãos! Aquele que fizer a vontade de Deus, esse é meu irmão, irmã e mãe.» (Marcos 3:31–35) | ” |

Em Mateus:
| “ | «Enquanto ele ainda falava à multidão, achavam-se da parte de fora sua mãe e seus irmãos, procurando falar-lhe. Alguém lhe disse: Tua mãe e teus irmãos estão lá fora e procuram falar-te. Mas ele respondeu ao que lhe falava: Quem é minha mãe, e quem são meus irmãos? Estendendo a mão para seus discípulos, exclamou: Eis minha mãe e meus irmãos! Pois aquele que fizer a vontade de meu Pai que está nos céus, esse é meu irmão, irmã e mãe.» (Mateus 12:46–50) | ” |

## Evangelho de Tomé
Uma versão reorganizada também aparece no Evangelho de Tomé:
| “ | Seus discípulos lhe disseram: 99. Teus irmãos e tua mãe estão aguardando lá fora. Respondeu-lhes ele: Os que, nesses lugares, fazem a vontade de meu Pai são os meus irmãos e minha mãe, e são eles que entrarão no Reino de meu Pai. 100. Mostraram a Jesus uma moeda de ouro e disseram: Os agentes de César exigem de nós o pagamento do imposto. Respondeu ele: Dai a César o que é de César, e dai a Deus o que é de Deus - e dai a mim o que é meu. 101. Quem não abandona seu pai e sua mãe, como eu, não pode ser meu discípulo. E quem não amar a seu Pai e sua Mãe, como eu, esse não pode ser meu discípulo; porque minha mãe me gerou, mas minha Mãe verdadeira me deu a vida. | ” |
|   | — Evangelho de Tomé 99-101. |   |

O trecho sobre a A César o que é de César (100) é similar a Marcos 12:13–17 e Lucas 20:22–26. O trecho seguinte (101) é similar a Mateus 10:37 e Lucas 14:26–33.